# Olszanowo
Olszanowo (kaszub. Òlszónowò, niem. Elsenow) – wieś w Polsce położona w województwie pomorskim, w powiecie człuchowskim, w gminie Rzeczenica. Wieś jest siedzibą sołectwa Olszanowo, w którego skład wchodzą również miejscowości Garsk i Grodzisko. Na południe od miejscowości znajdują się jeziora Olszanowskie i Olszanowskie Małe.
Prywatna wieś szlachecka położona była w drugiej połowie XVI wieku w województwie pomorskim. W latach 1975–1998 miejscowość administracyjnie należała do województwa słupskiego.
Najstarszy dokument o wsi pochodzi z 1376 roku.

## Zabytki
Według rejestru zabytków NID na listę zabytków wpisany jest szachulcowy kościół filialny pw. św. Franciszka z Asyżu, k. XVII, XVIII w., nr rej.: A-280 z 5.04.1960. Jest to najstarszy zabytek w gminie Rzeczenica.